# Tomas Vaitkus
Tomas Vaitkus (nascido em 4 de fevereiro de 1982) é um ciclista profissional lituano que competiu no ciclismo nos Jogos Olímpicos de Verão de 2004, representando a Lituânia.